# Müggenburg (Roskow)

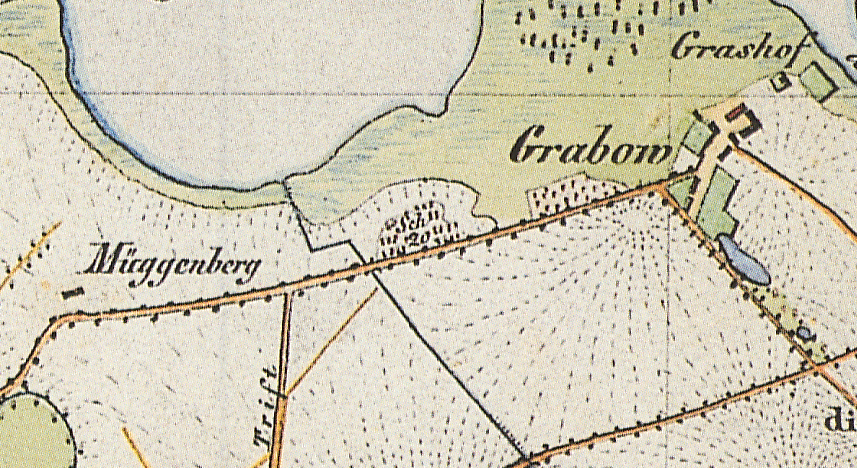
Grabow, Wohnplatz der Gemeinde Roskow, und das abgegangene Vorwerk Müggenburg auf dem Urmesstischblatt 3541 Brandenburg an der Havel von 1839

Müggenburg war ein Vorwerk westlich von Grabow, einem Wohnplatz der Gemeinde Roskow im Landkreis Potsdam-Mittelmark (Brandenburg). Das Vorwerk (auch Schäferei genannt) wird erstmals 1536 erwähnt; es gehörte damals dem Domkapitel in Brandenburg an der Havel. Im Dreißigjährigen Krieg zerstört, wurde es wieder aufgebaut. Im 19. Jahrhundert ging das Vorwerk ein, das letzte Gebäude wurde 1894 abgebrochen.

## Lage
Das Vorwerk Müggenburg lag 1,5 km westsüdwestlich von Grabow und rd. 2,5 km nordöstlich von Mötzow (Gemeinde Beetzseeheide). Oberirdisch haben sich keine Reste erhalten. Im Luftbild ist die Stelle noch als dunklere Stelle zu sehen.
Das Areal des abgegangenen Vorwerkes gehört jetzt zur Gemarkung von Lünow, einem Ortsteil der Gemeinde Roskow.

## Geschichte
Müggenburg bestand bereits 1536/38 bzw. wurde in diesen Jahren aufgebaut, im Gegensatz zu den Angaben im Historischen Ortslexikon für Brandenburg (dort 1569). Im Archiv des Domstifts liegen Rechnungen für Ausgaben für das neue Meierhaus mit 7 Gebinden in Müggenburg aus den Jahren 1536 bis 1538 vor.
Es wurde in der Folge als Vorwerk oder auch als Schäferei bezeichnet. Eigentümer war das Domstift in Brandenburg an der Havel. Günter Mangelsdorf hält es für unwahrscheinlich, dass das Vorwerk der Rest eines Dorfes war, oder auf einer Dorfwüstung wieder aufgebaut wurde.
1569 standen hier 53 Kühe und Rinder, 9 Pferde und 7 Schweine. Im Dreißigjährigen Krieg wurde das Vorwerk zerstört. Noch 1656 lag es völlig öde. Die Äcker waren verbuscht. In normalen Zeiten wurden auf die Äcker 2 Wispel Roggenssat, 1 Wispel 12 Metzen Gerstensaat und 12 Scheffel Hafersaat ausgebracht. Das Vorwerk muss in den folgenden Jahren oder Jahrzehnten wieder aufgebaut worden. 1745 ist Müggenburg wieder als Meierei belegt. 1801 bestand das Vorwerk aus einem Wohngebäude mit 25 Bewohnern (sechs Einliegerfamilien). 1817 waren es noch 18 Bewohner. In der Topographisch-statistische(n) Uebersicht des Regierungs-Bezirks Potsdam und der Stadt Berlin von 1841 erscheint Müggenburg schon nicht mehr. Als letztes Gebäude wurde 1894 die Scheune abgebrochen. Das Areal wurde der Gemarkung Grabow zugeschlagen.